# Monti Lessini (vino)
Monti Lessini è la  denominazione di origine controllata di un vino prodotto nelle provincie di Verona e  Vicenza.

## Zona di produzione
La zona di produzione delle uve comprende le aree vitate presenti nei seguenti comuni:
- Provincia di Verona: l'intero territorio dei comuni di: Vestenanova, San Giovanni Ilarione e parte del territorio dei comuni di: Montecchia di Crosara, Roncà, Cazzano di Tramigna, Tregnago, Badia Calavena.
- Provincia di Vicenza: l'intero territorio dei comuni di Arzignano, Castelgomberto, Chiampo, Brogliano, Gambugliano, Trissino e parte del territorio dei comuni di Cornedo, Costabissara, Gambellara, Isola Vicentina, Malo, Marano Vicentino, Monte di Malo, Montebello Vicentino, Montecchio Maggiore, Montorso Vicentino, Nogarole Vicentino, San Vito di Leguzzano, Schio, Zermeghedo.[1]

## Storia
Il vitigno più diffuso nei Monti Lessini è la Durella, citata già nel 1290 come "Durasena" negli Statuti di Costozza.

## Tecniche di produzione
Le viti devono essere allevate a spalliera semplice, spalliera doppia, pergola veronese, pergoletta.
Le operazioni vitivinicole devono essere effettuate all'interno dei comuni compresi nella zona di produzione; tuttavia, tenuto conto delle situazioni tradizionali, è consentito svolgerle anche nei comuni di Monteforte, Soave, Colognola ai Colli, Illasi, Mezzane, Verona, S. Mauro di Saline, Velo Veronese e Selva di Progno, Lonigo, Sarego, Brendola, Altavilla Vicentina, Sovizzo, Monteviale, Vicenza, Caldogno, Villaverla, Thiene, Santorso, Torrebelvicino, Valdagno, San Pietro Mussolino, Valli del Pasubio e Velo d'Astico.
La vinificazione delle uve per il passito può avvenire solo dopo un appassimento naturale minimo di 2 mesi ed è circoscritta alla zona di produzione.
Le operazioni di conservazione e vinificazione delle uve destinate al passito devono aver luogo unicamente nell’ambito della zona di produzione.
In etichetta deve essere indicata l'annata di produzione e per le bottiglie di passito è vietata la chiusura con capsula a vite.

## Disciplinare
La DOC è stata approvata con DPR 25.06.1987 G.U. 6, come tipologia della DOC Lessini Durello

Successivamente il disciplinare ha subito le seguenti modifiche:
- DM 17.07.2001 G.U. 187
- DM 08.11.2011 G.U. 272, scorporato con l'attuale denominazione
- DM 30.11.2011 Pubblicato sul sito ufficiale del Mipaaf

La versione in vigore è stata approvata con DM 07.03.2014 pubblicato sul sito ufficiale del Mipaaf

## Tipologie
Per tutte le tipologie può essere utilizzata la menzione "vigna".

### Bianco
| uvaggio | Chardonnay minimo 50%; Durella, Garganega, Pinot bianco, Pinot nero, Pinot grigio e Sauvignon, anche congiuntamente, massimo 15% |

| titolo alcolometrico minimo    | 11,50%    |
| acidità totale minima          | 4,50 g/l. |
| estratto secco minimo          | 17,00 g/l |
| resa massima di uva per ettaro | 120 q.    |
| resa massima di uva in vino    | 70%       |

### Durello
| uvaggio | Durella minimo 85%; Garganega, Pinot bianco, Chardonnay, Pinot nero, anche congiuntamentez massimo 15% |

| Versione                       | Durello   | Durello passito      |
| titolo alcolometrico minimo    | 10,50%    | 11,50% vol. (svolto) |
| zuccheri residui minimi        |           | 3,00 % vol.          |
| acidità totale minima          | 5,50 g/l. | 5,50 g/l.            |
| estratto secco minimo          | 15,00 g/l | 26,00 g/l.           |
| resa massima di uva per ettaro | 160 q.    | 160 q.               |
| resa massima di uva in vino    | 70%       | 40%                  |

### Pinot nero
| uvaggio                        | Pinot nero minimo 85%% |
| titolo alcolometrico minimo    | 12,50%                 |
| acidità totale minima          | 4,50 g/l.              |
| estratto secco minimo          | 24,00 g/l              |
| resa massima di uva per ettaro | 120 q.                 |
| resa massima di uva in vino    | 70%                    |